# Casa dos Bicos (Beira)
A Casa dos Bicos da Beira, Moçambique é um edifício modernista de invulgar volumetria, projectado pelo arquitecto português Afonso Garizo do Carmo, por iniciativa da Junta de Comércio Externo para albergar os seus escritórios.